# Augita
La augita es un mineral del grupo de los silicatos, subgrupo inosilicatos y dentro de estos es del tipo piroxenos por ser inosilicatos de cadena sencilla. Es un aluminosilicato de hierro, calcio y magnesio, con otros iones metálicos como posibles impurezas. Suele tener color casi negro.
Su nombre viene del griego "auge", que significa brillo, en alusión a la apariencia brillante de los planos de exfoliación en algunos ejemplares excepcionales que se conocen, si bien en general suele tener hábito de cristales deslustrados. Un sinónimo muy poco usado en español es violatita.

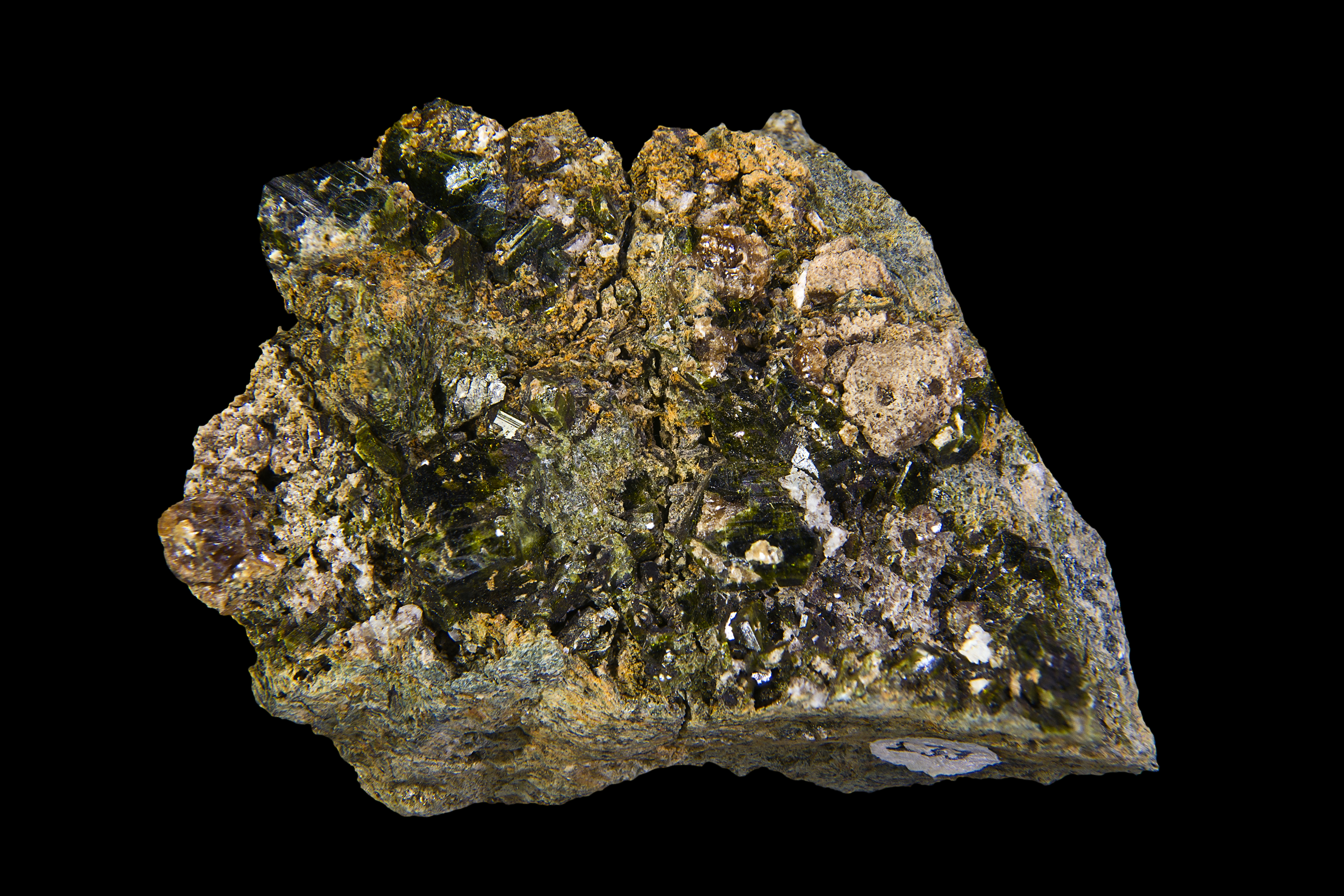
Variedad Fassaita

A veces se ha denominado con el sinónimo fassaita, si bien se debe reservar este término para la variedad de augita con poco hierro. Ver recuadro de la derecha para otras variedades importantes.
La augita forma parte de una importante serie de solución sólida dentro del grupo de los piroxenos. Los extremos de esta serie son los minerales hedenbergita, CaFeSi2O6, y diópsido, CaMgSi2O6, siendo la augita el mineral intermedio entre ambos. La serie tiene lugar cuando los iones hierro y magnesio son sustituidos por otros iones que varían dando lugar a las distintas variedades de augita.
La augita fue descrita por primera vez en 1792 por el mineralogista alemán  Abraham Gottlob Werner y nombrado por la palabra griega αὐγή 'ojo'.

## Ambiente de formación
La augita es muy común y uno de los principales minerales petrogénicos en la rocas ígneas máficas y ultramáficas —en general aparece en todas las ígneas básicas—, especialmente frecuente en gabros y en basaltos.
También puede formarse en algunas rocas metamórficas con metamorfismo de grado alto. Es de fácil alteración por metamorfismo hidrotermal, transformándose entonces en un anfíbol llamado uralita y en clorita.
Normalmente aparece asociada a los siguientes minerales: olivino, biotita, nefelina, albita, apatito, serpentina, leucita y hornblenda.

## Localización, extracción y uso
La augita es un mineral poco atractivo y sin ninguna importancia económica, por lo que no es explotado en minería. Sin embargo, algunos especímenes tienen una apariencia muy llamativa, por lo que son de notable interés para los coleccionistas de minerales.
Se ha localizado en cantidades notables en Colorado, Nueva York y Oregón (Estados Unidos), en el monte Vesubio (Italia), Alemania, Francia y Bohemia (República Checa).
En España aparece en Olot (Gerona), Islas Canarias, Cabo de Gata (Almería) y en la Sierra de Guadarrama.